# Giacinto Scelsi
Giacinto Scelsi (čti džačinto šelsi), hrabě z Ayala Valva (8. ledna 1905 La Spezia, Itálie – 9. srpna 1988 Řím) byl italský hudební skladatel. Ve své tvorbě prolomil uznávané hudební konvence a je považován za jednoho z nejtvořivějších umělců 20. století a hudebního vizionáře. Většinu života stál stranou hudebního dění a jeho rozsáhlá tvorba vešla do širší známosti až v polovině 80. let 20. století. Sám se nikdy nepovažoval za skladatele, svoji hudbu považoval za projev kreativity světa idejí a sebe za posla, který vše tlumočí do not. Inspirativní pro jeho tvorbu bylo přátelství s francouzským básníkem Henri Michauxem, jehož texty použil ve svých skladbách. Sám příležitostně psal a publikoval ve francouzštině psanou surrealistickou poezii.

## Základy tvorby
Neměl výrazné hudební vzdělání. Nadšení pro futuristickou hudbu Luigi Russola předcházelo krátkému studiu ve Vídni u Schönbergova žáka Waltera Kleina. Byl prvním Italem, který pod vlivem vídeňské školy psal dvanáctitónovou hudbu. Později jej zaujala hudební teorie Alexandra Skrjabina, ovlivněná teosofií. Po nervovém zhroucení na konci 40. let přehodnotil dosavadní pohled na hudbu ve světle zkušeností ze svých cest po Indii a Tibetu.
S terapeutickými metodami založenými na kreativitě a imaginaci se seznámil za svého pobytu na švýcarské klinice zaměřené na nervové poruchy. Tyto zkušenosti obohatily jeho vztah k východní filosofii, zenu a józe a prakticky se začal zabývat problematikou nevědomí. V této souvislosti se též přiklonil k myšlenkám hnutí surrealismu.
„Zapomněl jsem vše, co jsem dosud o hudbě znal“, prohlásil a začal v opozici k převládajícímu poválečnému rozmachu serialismu hledat novou definici hudby založenou na jednotlivých tónech a jejich prostorové funkci. Poslech se měl zaměřit na holý tón, čímž Scelsi uvedl evropské hudební vnímání do nové dimenze. Na vrcholu tohoto období stojí skladba Quattro Pezzi su una nota sola pro komorní orchestr z roku 1959. Jeho práce byly často improvizací, kterou asistenti přepisovali z pásků do notového záznamu. Experimentoval s tónovými clustery, rezonancí zvuku nebo repetitivními vzorci či symetrickými strukturami. V přeneseném slova smyslu hledal „vnitřní tón“. Ačkoliv se jeho tvorba jeví v evropském kontextu jako minimalistická, obsahuje podstatné vlivy asijské kultury a je proto naprosto přirozené, že pod tímto vlivem pracuje s mikrointervaly. Například Klavírní suita č. 9 nazvaná Ttai z roku 1953 má evokovat představu chrámů z nichž zaznívá mantrická slabika Óm. Smyslem většiny skladeb je dosažení transcendence a setření rozdílu mezi hudební tvorbou, jejím poslechem a meditací. Sám tento přístup považoval za způsob autoterapie.
Svým extravagantním způsobem hudební tvorby se stával terčem kritiky, což mělo za následek značnou uzavřenost před veřejností. Teprve v polovině 80. let vystoupil ze skrytosti a na Mezinárodním festivalu v Kolíně nad Rýnem v roce 1987 se jeho tvorba setkala s vřelým přijetím.

## Dílo
Soupis jeho bohatého díla se dělí na čtyři tvůrčí období a jeho redigovaná podoba je k dispozici na internetu . Vzhledem k faktu, že se širší veřejnosti jeho otevřelo teprve koncem 80. let 20. století, není detailně zkatalogizováno. Zčásti se na tom podílí improvizační metoda, s jakou autor pracoval, zčásti jeho vlastní skrytost. Na snaze zveřejnit jeho hudební odkaz má podíl Nadace Isabelly Scelsi.

### Stručná charakteristika jednotlivých období
- Období let 1929-1948. Raná díla psaná konvenčním hudebním jazykem. Záznamy o řadě z nich nejsou nalezeny nebo nebyly ve své době ani poslouchány. Kantáta pro smíšený sbor La Nascita del Verbo měla v roce 1949 svou pařížskou premiéru.
- Období let 1952-1959. Následovalo po duševní krizi a patří mezi období hledačství.
- Období let 1960-1969. Pro jeho tvorbu nejcharakterističtější období. Významným dílem je skladba Aion s podtitulem Čtyři příběhy ze Brahmova života z roku 1959. Zde se vrátil ke skladbě pro orchestr. Skladba byla veřejně provedena v roce 1985.
- Období let 1970-1988. Návrat k improvizaci, období bilancování a mysticismu.